# Überflutungen in Mokwa 2025
Die Überflutungen in Mokwa 2025 ereigneten sich im Mai 2025 in der Stadt Mokwa in Nigeria. Es kamen mindestens 200 Menschen ums Leben. Etwa 500 wurden Stand 3. Juni noch vermisst. Rettungsaktivitäten wurden jedoch eingestellt, da mit keinen weiteren Überlebenden gerechnet wird, sodass von möglicherweise über 700 Todesopfern ausgegangen wird.

## Verlauf und Folgen
Die Nigerian Meteorological Agency warnte für den 28. bis 30. Mai 2025 vor möglichen Sturzfluten durch Starkregen in 15 der 36 Bundesstaaten Nigerias, darunter Niger.
In der nahe am Nordufer des Niger im Bundesstaat Niger gelegenen Stadt Mokwa kam es am 29. Mai zu Überflutungen nach starken, stundenlang andauernden Regenfällen, die gegen 3 Uhr morgens einsetzten. Viele Menschen wurden aufgrund der nächtlichen Uhrzeit im Schlaf überrascht. In der Folge kamen mindestens 200 Menschen ums Leben, 11 weitere wurden verletzt. Laut der Niger State Emergency Management Agency (Nsema) wurden mindestens 265 Wohnhäuser und zwei Brücken zerstört. Tausende weitere Häuser standen unter Wasser. Mehr als 3000 Menschen wurden obdachlos.
Mokwa ist ein Verkehrsknotenpunkt, der Händler aus Südnigeria mit Lebensmittelproduzenten im Norden verbindet. Durch die Zerstörung einer Brücke über den Niger wurden die Transportwege erschwert und durch die Schäden in Mokwa und Überflutungen von Landwirtschaftsflächen die Lebensmittelversorgung in der Region stark beeinträchtigt.

## Reaktionen
Die National Emergency Management Agency (NEMA) bezeichnete die Überflutungen als „beispiellos“. Sie erklärte zudem, dass „dieser tragische Vorfall eine Erinnerung an die Gefahren, die mit dem Bauen an Wasserstraßen verbunden sind, und an die entscheidende Bedeutung der Freihaltung von Entwässerungskanälen und Flussläufen“ sei.
Die NEMA entsandte Such- und Rettungskräfte sowie mobile Hilfsausrüstung. Einsatzkräfte der Niger State Emergency Management Agency und der Nigerian Red Cross Society waren unterwegs, um eingeschlossene Opfer zu retten und medizinische Hilfe zu leisten. Polizei und Militär wurden zur Unterstützung hinzugezogen und Einwohner gebeten, mit der Katastrophenhilfe zu kooperieren. Nachdem nach einigen Tagen mit keinen weiteren Überlebenden gerechnet wurde, wurde bei den Suchaktionen die Priorität auf die Bergung von Leichnamen gelegt, um eine Verseuchung des Wassers und die Ausbreitung von Krankheiten wie Cholera und Typhus zu verhindern.
Unter anderem von Nichtregierungsorganisationen wurde die unzureichende Katastrophenvorsorge kritisiert, die mit den vorhandenen Geldmitteln durch rechtzeitigen Hochwasserschutz und Anlage von Drainagesystemen das Unglück möglicherweise hätte verhindern können. Seit 1981 gibt es einen Umweltfonds, der Gelder an die Bundesstaaten zur Bewältigung von ökologischen Herausforderungen wie Dürren und Überflutungen leitet. Die Regierung des Bundesstaates Niger erhielt zudem im Jahr 2024 einen Zuschuss der Weltbank von 10 Millionen US-Dollar zur Bekämpfung von Erosionsrinnen in der Mokwa Local Government Area.

## Frühere Überschwemmungen in Nigeria
Die Regenzeit in Nigeria dauert von April bis Oktober. Dabei kommt es immer wieder zu schweren Überschwemmungen.
Bei Überschwemmungen im Jahr 2022 waren in Nigeria 34 Bundesstaaten und etwa 3,2 Millionen Menschen betroffen. Es kamen über 600 Menschen ums Leben. Eine Attributionsstudie der World Weather Attribution kam zu dem Ergebnis, dass die Niederschläge für die Regenzeit in der Region des Tschadsees durch die globale Erwärmung etwa 80 Mal wahrscheinlicher sowie 20 % intensiver wurden. Im Bereich des unteren Nigers ergab die Studie innerhalb eines untersuchten 7-Tages-Zeitraums eine um den Faktor 2 erhöhte Wahrscheinlichkeit bzw. eine 4–5 % höhere Intensität.
Beim Hochwasser 2024, das laut der nigerianischen Katastrophenschutzbehörde NEMA 31 der 36 Bundesstaaten Nigerias betraf, wurden mindestens 1200 Menschen getötet und 1,2 Millionen vertrieben. 
Mitte April 2025 wurden zudem in Nigeria bereits Landwirtschaftsflächen überflutet und die Reisernte von schätzungsweise 5000 Landwirten zerstört. Die Mokwa Local Government Area, in der allein über 10.000 Hektar Reisfelder überflutet wurden, war mit am stärksten betroffen. Mindestens dreizehn Menschen kamen ums Leben. Die Überschwemmungen wurden dem Ablassen von Wasser am Jebba-Stausee am 16. April zugerechnet. Das am Niger gelegene Wasserkraftwerk lässt routinemäßig zu Beginn der Regenzeit vorbeugend Wasser ab.